# Jane Waller
Jane Waller (* 19. Juni 1990 in Brisbane) ist eine australische Bogenschützin. Sie gehört dem Verein Mount Petrie Bowmen in Brisbane an. Waller nahm an der Weltmeisterschaft 2007 in Leipzig und den Olympischen Sommerspielen 2008 in Peking teil.

## Karriere
Jane Waller begann das Bogenschießen im Alter von zehn Jahren angeregt von ihrem Vater, der Präsident des Mt. Petrie Bowmen in Brisbane war. 2006 bei der Junioren-Weltmeisterschaft in Mérida gewann sie Gold mit dem Recurvebogen. Bei der 2007 in Leipzig ausgetragenen Weltmeisterschaft erreichte Waller mit der Mannschaft den 21. Platz. Im Einzelwettbewerb konnte sie sich auf Rang 54 platzieren. Sie war Mitglied der australischen Mannschaft für die Olympischen Sommerspiele 2008 in Peking und die jüngste australische Bogenschützin, die bei Olympia starten durfte.